# Carmine Longo
Carmine Longo (Pellezzano, 10 luglio 1944 – Pellezzano, 24 dicembre 2015) è stato un dirigente sportivo italiano.

## Biografia
Laureatosi alla Bocconi di Milano, iniziò la carriera di direttore sportivo prima al Perugia e poi alla Ternana.
Giunse al Cagliari Calcio, nel 1987, fortemente voluto dai fratelli Orrù, nuovi proprietari della squadra sarda che, compromessa economicamente e sportivamente, rischiava il fallimento.
A Longo fu affidato il compito di gestire il limitatissimo budget della società e di cercare quanto più possibile di allestire una squadra per il campionato di serie C1 1987-1988. Da quel momento iniziò un immediato rilancio della società sarda che con l'arrivo di Claudio Ranieri e un gruppo di ottimi giocatori culminò nel ritorno in serie A e nell'abbattimento di tutti i debiti.
A seguito dell'acquisizione della società da parte di Massimo Cellino il suo ruolo fu compromesso e, a termine della stagione del 1992-1993, nella quale il Cagliari si piazzò sesto e ottenne il diritto a partecipare alla coppa Uefa, Carmine Longo dopo sei anni lasciò la Sardegna.
Negli anni trascorsi a Cagliari scoprì e portò in squadra giocatori importanti come tra gli altri Mario Ielpo, Massimiliano Cappioli, Luciano De Paola, Pierpaolo Bisoli, Giuseppe Pancaro e, attraverso il suo legame con il procuratore uruguaiano Paco Casal, Enzo Francescoli, Daniel Fonseca e José Oscar Herrera.
Nella stagione 2003-2004 , divenuto direttore sportivo della Salernitana, Carmine Longo avviò la carriera da allenatore di Stefano Pioli.
Fu poi responsabile dell'area tecnica del Bologna, nella stagione 2010-2011, in cui la squadra emiliana, che viveva la travagliata esperienza della presidenza di Sergio Porcedda, partiva con tre punti di penalizzazione per inadempienze finanziarie. La stagione si concluse con la salvezza e una transizione della proprietà. A Bologna Carmine Longo portò in squadra Gastón Ramírez e Diego Fernando Pérez.

## Vita privata
Era fratello della senatrice italiana Eva Longo.